# Rapid single flux quantum
Rapid Single Flux Quantum (RSFQ) er en digital elektronik-teknologi, som benytter kvantemekaniske effekter i superledende materialer til at skifte signaler (i stedet for transistorer og elektronrør). Men det er ikke en kvantecomputer-teknologi i traditionel forstand. Ikke desto mindre er RSFQ meget forskellig fra den cmos-teknologi, som anvendes i langt de fleste computere i dag:
- RSFQ er baseret på superledere, så kolde omgivelser er nødvendige.
- I stedet for spændingsniveauer bliver de digitale signaler repræsenteret af pico-sekund korte pulser, som rejser henad superledende mikrostrip-transmissionslinjer.
- Pulserne er diskrete kvanter, som har det mindst mulige kvantemekaniske energiniveau, som er tilladt i systemet, og bliver derfor ikke ændret afgørende undervejs. De taber ikke energi; de bliver ikke tværet ud og de interfererer heller ikke med hinanden.
- Kvantepulserne bliver skiftet af Josephson kontakter i stedet for af transistorer.
- I modsætning til normale kredsløb kan signaler ikke deles ud på flere udgange uden aktive elementer.

## Fordele
- Kan arbejde sammen med CMOS-kredsløb.
- Ekstremt høje arbejdsfrekvenser (op til adskillige hundrede gigahertz).
- Lavt energiforbrug.
- Eksisterende chipfremstillingsteknologi kan tilpasses fremstilling af RSFQ-kredsløb.
- God tolerance over for fremstillingsvariationer.
- RSFQ-kredsløb er grundlæggende set selvtaktede, hvilket gør asynkrone design mere praktiske.

## Ulemper
- Kræver nedkøling; flydende helium er nødvendig, medmindre de superledende komponenter kan fremstilles af højtemperatursuperledere.

## Anvendelser
- Optisk eller andet højhastighedsdatanetudstyr.
- Digital signalbehandling – også af radiosignaler.
- Højhastigheds-AD-konvertere.
- Petaflop supercomputere